# Tadeusz Chyła
Tadeusz Roman Chyła (ur. 30 października 1933 w Sopocie, zm. 23 lutego 2014 w Warszawie) – polski piosenkarz, kompozytor i gitarzysta, wykonawca ballad nacechowanych humorem i satyrą, także artysta malarz.

## Życiorys

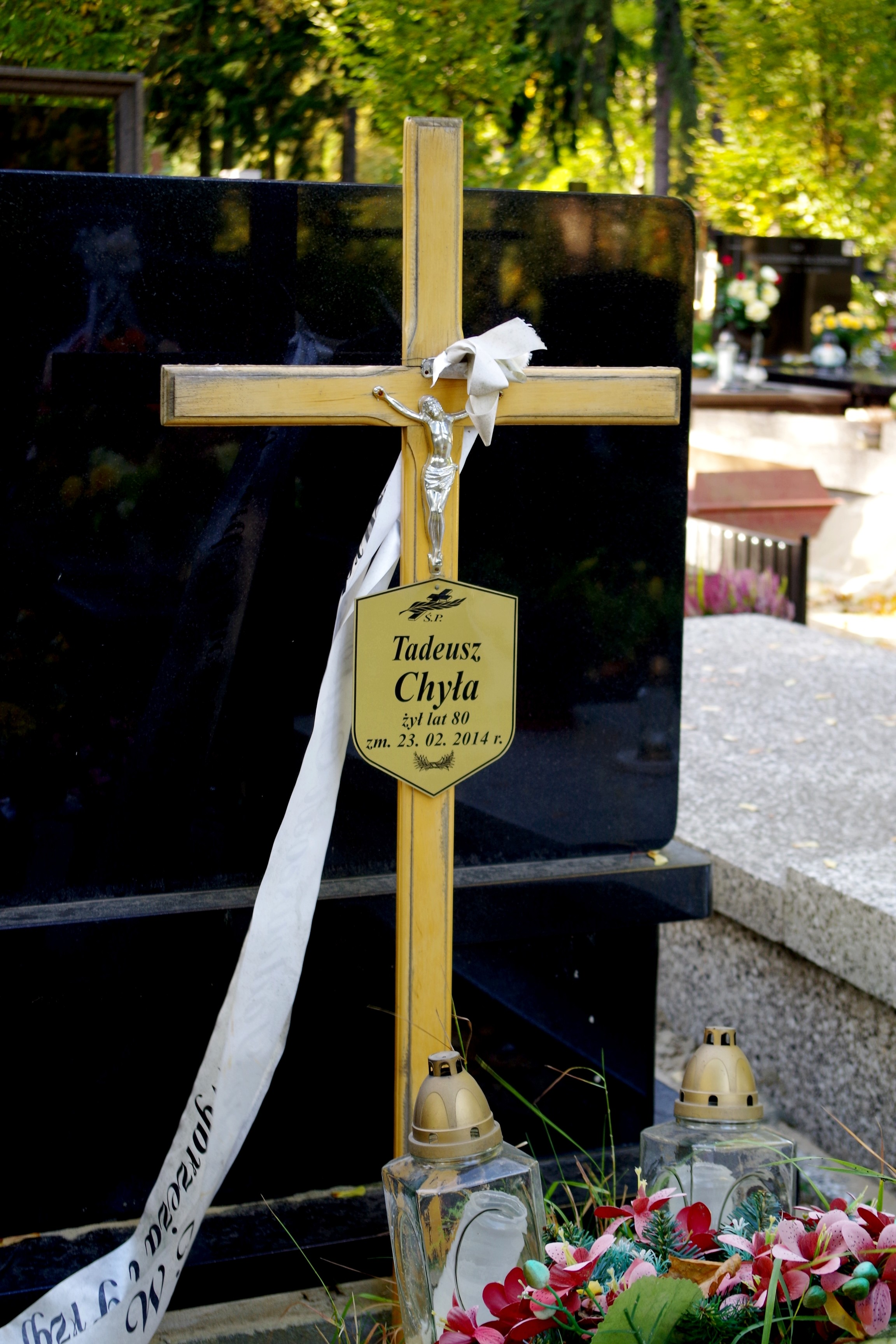
Grób Tadeusza Chyły na warszawskim Cmentarzu Wojskowym na Powązkach

Z wykształcenia był malarzem, w latach 1954–1961 studiował na Wydziale Malarstwa Państwowej Wyższej Szkoły Sztuk Plastycznych w Gdańsku, w pracowni Juliusza Studnickiego i Jacka Żuławskiego (twórców tzw. „szkoły sopockiej”). Uprawiał malarstwo sztalugowe, ścienne i scenografię. Dyplom uzyskał w 1961 r. Jego prace zaliczane są do nurtu malarstwa polskiego zwanego koloryzmem. Był bohaterem filmu krótkometrażowego Tadeusz Chyła (w cyklu Gwiazdy tamtych lat) w reżyserii Janusza Horodniczego i Krzysztofa Wojciechowskiego (1994), zrealizowanego przez TVP2.

### Działalność muzyczna
Jako artysta estradowy zadebiutował śpiewając ballady 15 kwietnia 1954 roku w gdańskim teatrzyku studenckim Bim-Bom. Potem wraz z grupą tą uczestniczył w licznych koncertach w kraju i za granicą (Austria, Belgia, Francja, Holandia, NRD).
Kolejnym przedsięwzięciem było współtworzenie kabaretu To Tu, w którym był kompozytorem ballad do tekstów znanych autorów (Jerzy Afanasjew, Konstanty Ildefons Gałczyński, Ludwik Jerzy Kern). W roku 1968 założył z kolegami śpiewający kabaret Silna Grupa pod Wezwaniem, w którego skład wchodzili też Kazimierz Grześkowiak, Jacek Nieżychowski i Andrzej Zakrzewski; pozostawał jego członkiem do 1970 roku.
Współpracował również z takimi kabaretami, jak Wagabunda i ABC-WP. Od roku 1973 występował samodzielnie, akompaniując sobie na gitarze. Teksty wielu jego piosenek są autorstwa Andrzeja Waligórskiego.
W 1979 otrzymał odznakę „Zasłużony Działacz Kultury”. Zmarł w 2014 roku i został pochowany na Cmentarzu Wojskowym na Powązkach w Warszawie (kwatera D-3-32).

### Wybrane utwory muzyczne
- Ballada o cysorzu
- Ballada o kneziu Dreptaku[5]
- Ballada o krowie
- Ballada o mumiach
- Ballada o straszliwej rzezi
- Ballada o Zenku Dreptaku
- Ballada o żołnierzyku
- Być dziewczyną
- Makary
- Obrona Trembowli (Ballada o obronie Trembowli)
- Panie Kwiatkowski, Panie Kowalski (muz. Jerzy Matuszkiewicz, sł. Agnieszka Osiecka)
- Pastuszek i gęsi (Mariola)
- Pochód świętych
- Sen psa
- Tamara

## Dyskografia
Solowa
- Tadeusz Chyła (EP, Pronit N-0407)
- Tadeusz Chyła (Pocztówka, Ruch R--0600)
- Tadeusz Chyła (Pocztówka, Ruch R--0054)
- Tadeusz Chyła (Pocztówka, Ruch R--0041)
- Tadeusz Chyła (Pocztówka, PWP Ruch R-0323-II)
- 1966 – Tadeusz Chyła: Tadeusz Chyła śpiewa własne ballady (LP, Muza SXL-0371)
- Tadeusz Chyła: Ballady (CD, PNCD335)

Pozostała
- 1967 – Piosenki z filmu „Małżeństwo z rozsądku” (LP, Muza N-0417)
- 1969 – Silna Grupa pod Wezwaniem (EP, Muza N-0580)

## Wystawy obrazów
- 1961: Biuro Wystaw Artystycznych w Gdańsku
- 1962: Klub Studencki „Żak” Gdańsk
- 1963: Biuro Wystaw  Artystycznych w Gdańsku
- 2014: Wystawa „Liryczny kolorysta” Galeria U DK Stokłosy Warszawa[6]
- 2015: Wystawa „Liryczny kolorysta” Dom Artysty Plastyka Warszawa[7]

## Filmografia
- 1960: Do widzenia, do jutra jako Tadek, aktor studenckiego teatrzyku
- 1966: Małżeństwo z rozsądku jako lider ulicznej kapeli
- 1971: Milion za Laurę jako członek kapeli bazarowej

## Nagrody i wyróżnienia
Indywidualne
- 1962 – II nagroda na festiwalu studenckim w Częstochowie
- 1963 – wyróżnienie na KFPP w Opolu za piosenkę Ballada o krowie
- 1965 – II nagroda na KFPP w Opolu za piosenkę Ballada o mumiach
- 1966 – II nagroda na KFPP w Opolu za piosenkę Ballada o Zenku Dreptaku
- 2009 – Srebrny Medal „Zasłużony Kulturze Gloria Artis” nadany przez Ministra Kultury i Dziedzictwa Narodowego Bogdana Zdrojewskiego

Zespołowe
- 1964 – wyróżnienie dla kabaretu To Tu na KFPP w Opolu
- 1969 – nagroda dziennikarzy na KFPP w Opolu dla Silnej Grupy Pod Wezwaniem